# Winter Soldier (pel·lícula)
Winter Soldier és un pel·lícula documental nord-americana de 1972 que narra la Winter Soldier Investigation, que va tenir lloc a Detroit, Michigan, des de gener. Del 31 al 2 de febrer de 1971. La pel·lícula documenta els relats dels soldats nord-americans que van tornar de la Guerra al Vietnam i van participar en l'audiència d'aquest crim de guerra.
Els nombrosos realitzadors de documentals del Winterfilm Collective (que figuren com a Winterfilm, Inc. als crèdits de la pel·lícula Winter Soldier) estaven formats per: Rusty Sachs, Fred Aranow, Nancy Baker, Joe Bangert, Rhetta Barron, Robert Fiore, David Gillis, David Grubin, Jeff Holstein, Barbara Jarvis, Al Kaupas, Barbara Kopple, Mark Lenix, Michael Lesser, Nancy Miller, Lee Osborne, Lucy Massie Phenix, Roger Phenix, Benay Rubenstein i Michael Weil. El col·lectiu va produir la pel·lícula documental de 1971 sobre les audiències dels soldats d'hivern a Detroit, així com les protestes i marxes contra la guerra associades.

## Participants
Els veterans que van aparèixer a la pel·lícula incloïen (per ordre d'aparició):
- Rusty Sachs, 1a Ala Aèria Marine
- Joseph Bangert, 1a Ala Aèria Marine
- Scott Shimabukuro, 3a Divisió de Marina
- Kenneth Campbell, 1a Divisió de Marina
- Scott Camil, 1a Divisió de Marina
- John Kerry, divisions costaneres 11 i 13, USN
- Steve Pitkin, 9a Divisió d'Infanteria
- Jonathan Birch, 3a Divisió de Marina
- Charles Stevens, 101a Divisió Aerotransportada
- Fred Nienke, 1a Divisió de Marina
- David Bishop, 1a Divisió de Marina
- Nathan Hale, divisió americana
- Michael Hunter, 1a Divisió d'Infanteria
- Murphy Lloyd, 173a Brigada Aerotransportada
- Carl Rippberger, 9a divisió d'infanteria
- Evan Haney, Activitat de Suport Naval dels EUA
- Robert Clark, 3a Divisió de Marina
- Gordon Stewart, 3a Divisió de Marina
- Curtis Windgrodsky, Divisió americana
- Gary Keyes, Divisió americana
- Allan Akers, 3a Divisió de Marina
- William Hatton, 3a Divisió de Marina
- Joseph Galbally, Divisió americana
- Edmund Murphy, divisió americana
- James Duffy, 1a Divisió de Cavalleria Aèria
- Scott Moore, 9a divisió d'infanteria
- Mark Lenix, 9a Divisió d'Infanteria
- Thomas Heidtman, 1a Divisió de Marina
- Dennis Caldwell, 1a Brigada d'Aviació
- James Henry[1]

## Denúncies de crims de guerra
La pel·lícula, rodada majoritàriament en blanc i negre, compta amb testimonis de soldats que van participar o van ser testimonis d'atrocitats al Vietnam: l'assassinat de civils, inclosos nens; mutilació dels cossos; arrasament indiscriminat de pobles; expulsar presoners dels helicòpters; i altres actes de crueltat cap a civils i combatents vietnamites. Alguns participants també van afirmar que aquests actes reflectien ordres de funcionaris superiors. Es cita una sèrie de soldats que diuen que el seu entrenament militar no va incloure la instrucció en els termes de la Convenció de Ginebra, mentre que altres afirmen que els perills als quals s'enfrontaven com a soldats van crear un entorn en el qual consideraven a tots els vietnamites com a "gooks" hostils i van deixar de veure'ls com a éssers humans.
En el testimoni de Joseph Bangert, descriu viatjar en un "camió carregat de marines rondinaires" quan "hi havia uns nens vietnamites a la porta del poble i ens van fer el vell gest del dit. Era comprensible que ho fessin pels GI allà. Van aturar els camions, no es van baixar del camió, van reduir la velocitat una mica, i va ser com una resposta, els nois es van aixecar, inclosos els tinents, i van fer fugir tots els nens. Hi havia uns cinc o sis nens, i aleshores el camió va continuar pel turó".
A més del testimoni dels soldats, la pel·lícula inclou imatges en color i proves fotogràfiques per donar suport a alguns dels testimonis.

## Recepció
En el moment del seu llançament original el 1972, Winter Soldier va ser rebuda amb escepticisme i en gran part ignorada pels mitjans de comunicació. "Només la Detroit Free Press local es va preocupar de confirmar la veracitat de les narracions i les credencials dels participants", segons Johnny Ray Huston en una ressenya del 2005 de la pel·lícula i el seu impacte. "La televisió principalment va fer els ulls grossos, i publicacions conservadores com Detroit News van posar en dubte les acusacions fetes sense oferir cap prova específica d'engany." Es va oferir oportunitat de retransmetre-la a les cadenes de televisió ABC, NBC, CBS i PBS però declinaren. Durant els primers 30 anys després de la seva estrena, la pel·lícula es va mostrar esporàdicament en escenaris d'arthouse.
El 2005, la pel·lícula es va tornar a estrenar als cinemes, aquesta vegada va atreure crítiques majoritàriament favorables. Escrivint a The Washington Post, Ann Hornaday la va anomenar "un exemple fascinant de narració fílmica pura... 'Winter Soldier' és un document històric important, una estranya previsió contra la guerra. motiu i un exemple enlluernador de la realització de pel·lícules en el seu punt iconogràfic més potent. Però, en el seu millor moment, és la història eloqüent i inoblidable d'un profund criteri moral."
Al lloc web d'agregació de ressenyes Rotten Tomatoes, la pel·lícula té una valoració del 100% basada en les crítiques de 21 crítics, amb una valoració mitjana de 8,14/10.